# Jacques-Louis Guino
Jacques-Louis Guino est un prêtre et homme politique français né le 19 juin 1734 à Guingamp et mort le 26 septembre 1807 à Brest.

## Biographie
Licencié en droit, il est d'abord chanoine de Tréguier, puis recteur d'Elliant, dans le diocèse de Quimper.
Élu, le 22 avril 1789, par cette sénéchaussée, député du clergé aux États généraux, il se rallie aux idées nouvelles, prête le serment civique le 27 décembre 1790, conserve sa cure pendant la Révolution, et remplit en même temps, en l'an IV, les modestes fonctions de commis du commissaire national près l'administration du département.
Devenu, en l'an VII, vicaire de l'ex-conventionnel Audrein, évêque constitutionnel du Finistère, Guino rentre ensuite dans l'Église concordataire, et est nommé curé de Recouvrance, à Brest, où il meurt en 1807.

## Sources
- Dictionnaire des parlementaires français de 1789 à 1889 (Adolphe Robert et Gaston Cougny)